# Bigor
Bigor (cyr. Бигор) – wieś w Czarnogórze, w gminie Podgorica. W 2011 roku liczyła 77 mieszkańców.